# Helden ohne Heimat
Helden ohne Heimat – Die jüdische Brigade ist ein deutscher Dokumentarfilm aus dem Jahr 2003, der vom ZDF mit einer Länge von 53 Minuten produziert wurde, zum ersten Mal am Mittwoch, dem 12. November 2003 im ZDF, und dann nochmal am 11. März 2007 in Arte erschien. Der Film dokumentiert die Entstehung und das Wirken der jüdischen Infanterie-Brigade, die von Winston Churchill auf Wunsch des Jischuw gebildet wurde und Teil der britischen achten Armee war. Obwohl diese 5.000 jüdischen Soldaten offiziell der britischen Krone dienten, gehorchte die jüdischen Brigade insgeheim den Kommandeuren der Hagana und half illegal bei der Bricha.
1945 Norditalien
Frühjahr 1945 wird die jüdische Brigade in Norditalien eingesetzt. Stenner meint dazu:

„Und deren Geschichte beginnt hier: Im Frühjahr 1945. Norditalien. Hier ist die jüdische Brigade eingesetzt. Alle stammen aus Palästina, dem britischen Mandatsgebiet. Sie sprechen hebräisch, tragen den Davidstern an ihrer Uniform und sie sind Teil der britischen achten Armee. Seit Kriegsbeginn kämpfen jüdische Soldaten auf alliierter Seite, doch eine rein jüdische Einheit ist neu. Der Jischuw, die Vertretung jüdischer Politiker in Palästina hat der britischen Regierung diese Brigade abgerungen.“

Heini Bornstein – Mitglied der zionistischen Bewegung Hashomer Hatzair – meint, dass die jüdische Brigade die erste anerkannte nationale Formation des zionistischen Gedankens war.
„[…] Rache […]“
Die Soldaten der jüdische Brigade suchten auch Nazitäter und hielten Standgericht. Sie handelten im Sinne der Rache ohne dazu den Auftrag erhalten zu haben, weder von der Hagana noch von der jüdischen Brigade. Stenner meint dazu: „Sie waren jüdische Brigadesoldaten und Mitglieder eines geheimen Rachekommandos. Sie suchten und richteten Nazi-Mörder: Chaim Miller und Olli Givon. Etwa 20 Nazitäter müssen sich vor dem Standgericht verantworten. Die Rächer handeln in eigenem Auftrag, weder als Brigadeleute noch als Mitglieder der Hagana, der militärischen Untergrundorganisation. Doch sie sind sich immer sicher, wen sie beschuldigen“.
„[…] Spurensuche im Public Record Office (PRO) in London […]“
Auf der „Spurensuche im Public Record Office (PRO)“ sucht Stenner nach den Racheaktionen und der Geschichte der jüdischen Brigade und erfährt dabei, dass das britische Kriegsministerium die Racheaktionen nicht erwähnten. So meint Stenner: „Wir wollen wissen, ob das Tun der Rächer aktenkundig geworden ist. Doch alle Dokumente, die die jüdische Brigade betreffen, schweigen zum Thema Rache …“. Aber die Dokumente zeigen, dass die britische Regierung von der illegalen Flüchtlingshilfe der jüdischen Soldaten wusste. Die Regierung war von der Verwaltung des britischen Mandatsgebiets in Palästina informiert worden. So meint Stenner: „wir finden interessante Hinweise auf andere illegale Aktionen der Brigade von denen die Regierung Kenntnis hatte […] die Warnungen gelangen von der britischen Verwaltung in Palästina direkt ins Kriegsministerium […] die Brigade beteilige sich an der Flüchtlingshilfe in britische Mandatsgebiet, unterstütze die illegale Einwanderung, handle gegen britische Interessen“.
„[…] Rache oder Flüchtlingshilfe […]“
Die Soldaten der jüdischen Brigade hatten in eigenem Auftrag etwa 20 Nazitäter gefasst und erschossen. Dies wurde jedoch von der Hagana nicht geduldet, weil damit die illegale Flüchtlingshilfe gefährdet wurde. Stenner meint dazu: „Die Hagana, deren Kommandeure innerhalb der Brigade operieren muss jedes Aufsehen vermeiden und unterbindet die Racheaktionen. Denn Rache droht ein viel wichtigeres Ziel zu gefährden: Die Flüchtlingshilfe nach Palästina …“.
„[…] die britische Realpolitik […]“
Die britische Regierung handelte laut Stenner jedoch als Kolonialherr, der Ruhe und Ordnung in seinem Mandatsgebiet halten wollte und blockierte die Bricha. Stenner erklärt dies so: „Doch die Rettung der Überlebenden nach Palästina, droht an britischer Realpolitik zu scheitern. Das Land ist britisches Mandatsgebiet. Der Zustrom jüdischer Flüchtlinge und der vehemente Ruf nach einem eigenen Staat gefährden den Wunsch der Kolonialherren nach Ruhe und Ordnung. Die Briten verhindern, dass die Überlebenden unkontrolliert über die alliierten Zonengrenze nach Palästina gelangen …“.
„[…] Flüchtlinge als politisches Druckmittel […]“

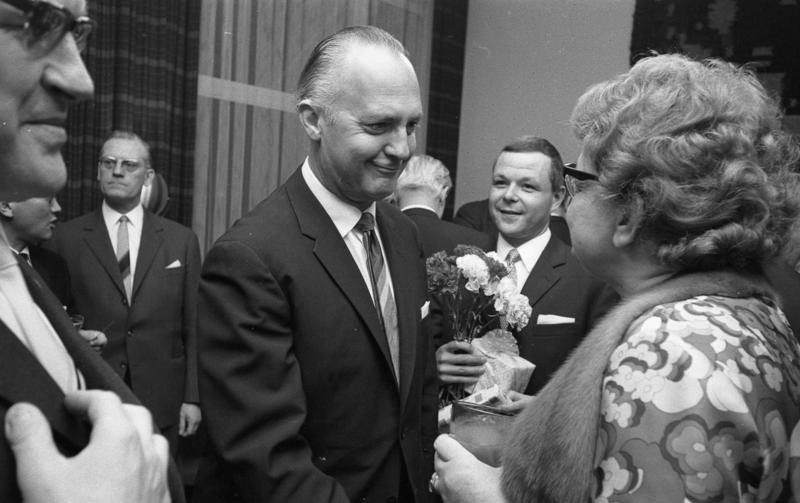
Asher Ben-Natan

Stenner beschreibt die Flüchtlingshilfe als politisch motiviert. Die jüdische Brigade als zionistische Organisation war daran interessiert ein politisches Druckmittel zu erhalten. Ein Druckmittel um den zukünftigen Staat Israel zu schaffen. Sie meint: „Die Brigade kämpft wie alle zionistische Organisationen für einen eigenen jüdischen Staat, doch um den zu bekommen bedarf es starken politischen Drucks … überfüllte DP-Camps, überladene Flüchtlingsschiffe und der Druck der öffentlichen Meinung könnten den Traum vom eigenen Land wahr werden lassen […] Flüchtlinge als politisches Druckmittel […] Dafür arbeiten die zionistischen Untergrundorganisationen Hand in Hand …“. Asher Ben-Natan, Sektionschef der Fluchtorganisation Bricha meint dazu: „Die Brigade hat immer dort mitgeholfen, wo sie helfen konnten, um Flüchtlinge nach Italien und zu den Häfen der illegalen Einwanderer zu bringen. Je größer der Strom ist, desto eher öffneten sich die Grenzen […]aber letzten Endes […] unter dem Druck der Flüchtlinge die Grenzen geöffnet …“.
„[…] der Traum von Palästina […]“
Nach Susanne Stenner muss „der Traum von Palästina in Polen nicht erst durch die Brigade erneuert werden“. Hier nennt Stenner diejenigen, die in der Vorkriegszeit Mitglied zionistischer Organisationen waren und am Widerstand gegen das NS-Regime beteiligt waren. Diese wollten laut Stenner „an das jüdische Leben anknüpfen“. Daher suchten diese den Kontakt zur jüdischen Brigade. Als Beispiel führt Stenner Chassia Braunstein an, die zum jüdischen Widerstand in Białystok gehörte und das Ghetto von Białystok und den Widerstand in Białystok überlebt hatte. Braunstein lebte mit Partisanen zusammen und betreute „Waisenkinder des Holocausts“. Dank der jüdischen Brigade gelang es Braunstein zusammen mit 500 polnischen Waisenkindern nach Palästina einzuwandern, wo sie gemeinsam mit Heini Bornstein, einem jungen Zionistenführer aus der Schweiz und ihr zukünftiger Ehemann, ein Kibbuz aufbaut.
„[…] Doppelte Loyalität […]“
Im Sommer 1945 erhält der jüdische Brigadechef Ernest Frank Benjamin einen neuen Marschbefehl. Er erfährt, dass seine Einheit nach Belgien und Holland verlegt werden soll. Susanne Stenner bemerkt hier zu den Gründen der Verlegung der jüdischen Brigade: „Aus offensichtlichen Gründen sollte diese Einheit nicht in Deutschland eingesetzt werden, heißt es in internen Schriften des Kriegsministeriums. Die britischen Beamten wissen genau, die Loyalität dieser Truppe gehört dem Davidstern und nicht der britischen Krone“.
„[…] ein möglicher jüdischer Staat braucht Soldaten und Waffen, weiß die Hagana […]“

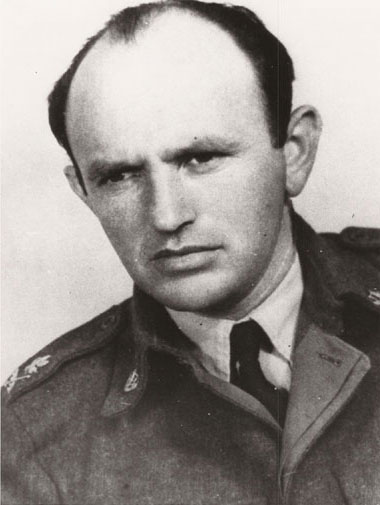
Shlomo Shamir

Im Jahre 1945 befand sich das Hauptquartier der Hagana, die innerhalb der jüdischen Brigade tätig war, in Paris. Obwohl die jüdische Verteidigungsarmee ursprünglich zum Schutz jüdischer landwirtschaftlicher Einrichtungen in Palästina gegründet worden war, verfolgte diese in der Nachkriegszeit neben der Bricha andere Ziele in Europa, wofür der Kommandeur der Hagana und Mann der jüdischen Brigade Shlomo Shamir seine Männer durch ganz Europa schickte. Susanne Stenner bemerkt zur Mission der Männer: „um geheimen Aktionen nachzugehen […] ein möglicher jüdischer Staat braucht Soldaten und Waffen, weiß die Hagana“. Mordechai Gichon ein Mitglied der Hagana, erzählt dabei wie er Geld in einem Sack an der Militärpolizei vorbeischmuggelte und erklärt zur Verwendung des Geldes: „und wurde dazu benutzt um Waffen zu kaufen. Wir haben ermöglicht, diese Waffen durch Europa an die Küsten Frankreichs zu bringen und dort zu verladen und nach Palästina zu bringen“.
„[…] Doch genau das wollten die Briten […] verhindern, denn ein eigenes Militär, war ein erster Schritt zur nationalen Souveränität […]“.
In Deutschland gaben sich Männer der jüdischen Brigade als displaced persons aus, um die deutschen DP-Lager zu infiltrieren, wo sie nach Susanne Stenner „Politik für Palästina machten“. Nach Eliahu Ben Jehuda erhielten die Soldaten der jüdischen Brigade illegale Ausweise. So nahm Ben Jehuda den Namen eines bekannten Fußballers an und wurde Schulleiter in DP-Lager zu Bergen-Belsen. Dort überzeugte er die Jugendlichen nach Palästina auszuwandern, um dort „für ein eigenes Land zu kämpfen“, wobei er diese für das spätere Militär in Israel vorbereitete. Susanne Stenner bemerkt hier: „Doch genau das wollten die Briten […] verhindern, denn ein eigenes Militär, war ein erster Schritt zur nationalen Souveränität“. Mögliche Einsatzmöglichkeiten der jüdischen Brigade nach dem Krieg wurden von der britischen Regierung abgelehnt. Als mögliche Gründe dafür führt Stenner an, dass die Brigade als jüdische Armee unter jüdischer Flagge für einen jüdischen Staat hätte kämpfen können, aber dies von den Briten nicht gewollt war. So meint Stenner:

„Der Vorschlag des jüdischen Politikers Moshe Shertok, die Brigade nach Kriegsende als militärische Einheit nach Palästina einzusetzen, wird deshalb von der britischen Regierung abgeschmettert. Die Brigade soll aufgelöst werden, so das Machtwort aus London.“

Die Soldaten der jüdischen Brigade folgten jedoch nicht alle diesem Befehl. So verblieben viele in Europa um weiteren Flüchtlingen die Bricha zu ermöglichen. Shlomo Shamir erläutert dazu: „Als wir entlassen wurden, blieb eine Gruppe von 150 Männern in Europa. Sie gaben den Flüchtlingen ihre Uniform, die dann in ihrem Namen nach Palästina kamen. Statt Soldaten kamen Flüchtlinge nach Palästina“.